# Andrea Re
Andrea Re (Pavia, 15 novembre 1963) è un ex canottiere italiano, 8 -3 nei pesi leggeri di canottaggio (una volta con il quattro senza e 7 con l'otto).

## Carriera
Oltre ai titoli mondiali, si è classificato -3º, con l'equipaggio del quattro senza dei pesi leggeri, ai Giochi olimpici di Atlanta 1996 e al giorno d'oggi fa il professore di scienze motorie alle scuole medie. 

## Palmarès
| Anno | Manifestazione      | Sede            | Evento                     | Risultato |
| ---- | ------------------- | --------------- | -------------------------- | --------- |
| 1984 | Campionati mondiali | Montréal        | Otto pesi leggeri          | Argento   |
| 1985 | Campionati mondiali | Hazewinkel      | Otto pesi leggeri          | Oro       |
| 1986 | Campionati mondiali | Nottingham      | Otto pesi leggeri          | Oro       |
| 1987 | Campionati mondiali | Copenaghen      | Otto pesi leggeri          | Oro       |
| 1988 | Campionati mondiali | Milano          | Otto pesi leggeri          | Oro       |
| 1989 | Campionati mondiali | Bled            | Otto pesi leggeri          | Oro       |
| 1990 | Campionati mondiali | Lake Barrington | Otto pesi leggeri          | Oro       |
| 1991 | Campionati mondiali | Vienna          | Otto pesi leggeri          | Oro       |
| 1993 | Campionati mondiali | Praga           | Otto pesi leggeri          | Bronzo    |
| 1994 | Campionati mondiali | Indianapolis    | Otto pesi leggeri          | Bronzo    |
| 1995 | Campionati mondiali | Tampere         | Quattro senza pesi leggeri | Oro       |